# Międzyrzecz-Wybudowanie
Międzyrzecz-Wybudowanie – osada wsi Kuźnik w Polsce, położona w województwie lubuskim, w powiecie międzyrzeckim, w gminie Międzyrzecz. Wchodzi w skład sołectwa Kuźnik.
W latach 1975–1998 osada administracyjnie należała do województwa gorzowskiego.